# Jurgen Vanlerberghe
Pour les articles homonymes, voir Vanlerberghe.
Jurgen Vanlerberghe, né le 21 février 1969 à Roulers est un homme politique belge flamand, membre de Sp.a.
Il est licencié en sciences sociales et militaires (ERM, 1991) et fut officier de métier (1991-2000), conseiller du vice-premier ministre (2000-2004), secrétaire provincial du Sp.a (2004-2009), conseiller du vice-ministre-président flamand (2009-2011).

## Fonctions politiques
- Conseiller communal à Poperinge depuis 2007
- Echevin à Poperinge depuis 2007
- Conseiller provincial de la province de Flandre-Occidentale (2006-11)
- député au Parlement flamand :
  - du 7 décembre 2011 au 25 mai 2014 en remplacement de John Crombez